# 藁谷篤邦
藁谷 篤邦（わらがい あつくに 1959年1月5日 - ）は日本の航空技術者。GE・ホンダ・エアロ・エンジン代表。
本田技術研究所取締役、航空機エンジンR&Dセンター長。HondaJet及びスペクトラム S-40 フリーダムに搭載されているジェットエンジンHF118(HF120)の開発者として知られる。
東京工業大学卒業後、本田技研工業に入社、ビジネスジェット向けのエンジン開発・認証のため米国に二度駐在している。

## 経歴
- 1983年3月 - 東京工業大学工学部機械工学科卒業
- 1983年4月 - 本田技研工業株式会社入社
- 1986年4月 - 和光基礎技術研究センター発足と同時に移籍し、ジェットエンジンの研究開発に従事
- 1995年6月 - 主任研究員認定
- 1998年4月 - HF118エンジン開発リーダー担当
- 2003年12月 - HG118エンジン搭載HondaJetの初飛行
- 2004年7月 - 航空機エンジンR&Dセンター発足と同時に移籍
- 2004年9月 - ホンダエアロＩｎｃ発足と同時に駐在、GEHonda上級副社長就任
- 2008年4月 - ホンダエアロInc.,社長就任
- 2009年6月 - 航空機エンジンＲ＆Ｄセンター　センター担当役員取締役就任